# Kriegserklärung Russlands an das Osmanische Reich
Die Kriegserklärung Russlands an das Osmanische Reich erfolgte im Ersten Weltkrieg am 2. November 1914, nachdem Russland im Schwarzen Meer von Kriegsschiffen des osmanischen Reichs unter dem deutschen Vizeadmiral Wilhelm Souchon angegriffen worden war.

## Geschichte
Das Osmanische Reich mit den Wasserwegen am Bosporus und den Dardanellen war für Russland ein imperiales Expansionsziel. Das Deutsche Reich hatte seit der Liman-von-Sanders-Krise im Jahr 1913 eine Militärmission im Land. Nach dem Attentat von Sarajevo mobilisierte der russische Generalstabschef Januschkewitsch bereits während der Julikrise ab dem 27. Juli 1914 heimlich die Streitkräfte im Kaukasus. In London drängte Russland auf Geheiß von Außenminister Sasonow, die beiden für die Osmanen gebauten modernen Schlachtschiffe Sultan Osman-ı Evvel und Reşadiye keinesfalls an die Osmanen zu liefern, da dies sonst die Seeherrschaft im Schwarzen Meer für das Osmanische Reich bedeuten würden. Der damalige britische Marineminister Winston Churchill übernahm sie aber schon aus britischem Eigeninteresse zur Verstärkung der britischen Flotte.
Die Osmanen begann am 2. August mit der Generalmobilmachung ihrer Truppen, verminten die beiden Meerengen Bosporus und Dardanellen und ließ nur eine kleine Durchfahrt für „befreundete Schiffe“. Es wurde ein geheimes Bündnis mit Deutschland geschlossen und nach außen verhielt sich das Land weiterhin neutral. Es war eine Frage der Zeit, wann es zu Kampfhandlungen kommen würde. Die kleine deutsche Mittelmeerdivision, bestehend aus dem Schlachtkreuzer Goeben und dem Kleinen Kreuzer Breslau konnte sich unter Führung von Wilhelm Souchon am 11. August ins Marmarameer retten. Gegen diesen völkerrechtlichen Bruch der Neutralität protestierten die Mächte der Entente. Das Osmanische Reich kaufte zur Wahrung der Neutralität und Stärkung seiner Flotte dann die Schiffe mit sanftem Druck von Deutschland. Souchon wurde Admiral der osmanischen Marine und die deutschen Schiffsbesatzungen unterstanden damit dem Osmanischen Reich. Russland verlor seine Vormachtstellung im Schwarzen Meer, da die Goeben mit ihrer Geschwindigkeit und Feuerkraft die russische Schwarzmeerflotte strategisch wirkungslos machte. Es begann eine Zeit der diplomatischen Verhandlungen und Ränkespiele, in dem das Osmanische Reich alles mitnahm, was es den Mittelmächten im Bietungswettkampf mit der Entente um einen Kriegseintritt bzw. die Neutralität abringen konnte. Öffentlich kämpfte Russland zwar mit um die Neutralität des Osmanischen Reichs, aber es ist wegen der russischen Eroberungsabsichten zweifelhaft, ob sie deren Neutralität tatsächlich wollte. Kriegsminister Enver hingegen bot Russland weitreichende Vereinbarungen auf dem Balkan gegen die Mittelmächte an, obwohl seit dem 2. August ein Geheimvertrag mit Deutschland bestand.
Der russische Botschafter Giers verfügte dabei über gute Informationskanäle in Konstantinopel und der russischen Aufklärung gelang es, den österreichisch-ungarischen Diplomatenverkehr zu dechiffrieren, so dass Russland auch über die Planungen der Mittelmächte zum Osmanischen Reich sehr gut informiert war.
Am 8. September hob die osmanische Regierung die Kapitulationen des Osmanischen Reiches, die Ausländern weitgehende Privilegien garantierten, einseitig auf. Die Mächte der Entente sowie Deutschland, Österreich-Ungarn und Italien protestierten dagegen in einer gemeinsamen Note. Am 27. September schloss das Osmanische Reich die Dardanellen und blockierte damit den für Russland wichtigen Schiffsverkehr mit dem Mittelmeer und den Weltmärkten.

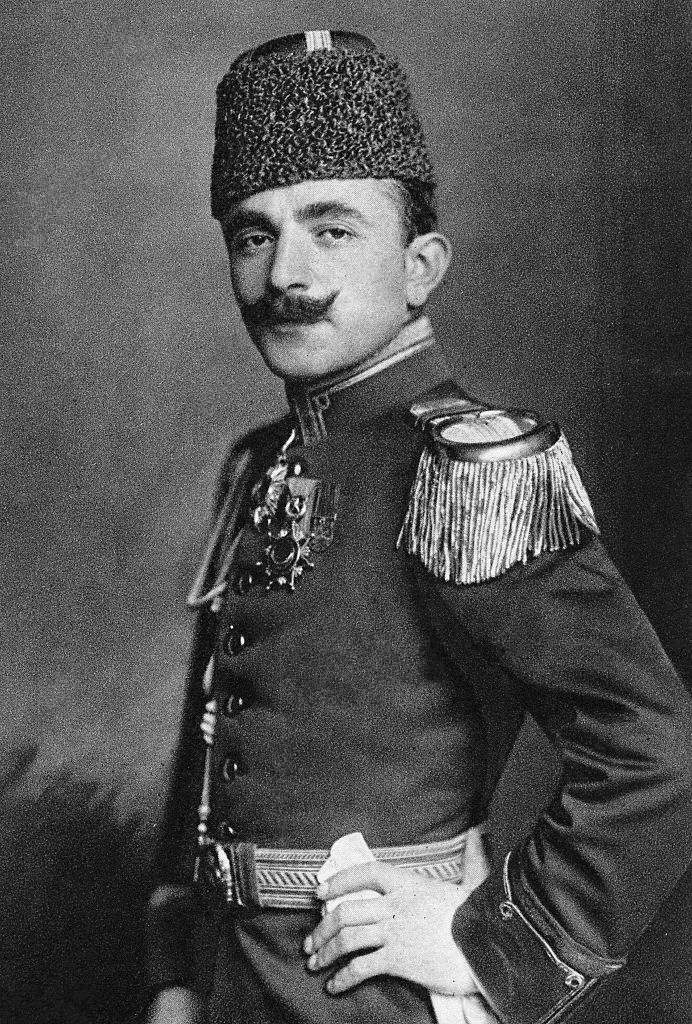
Kriegsminister Enver Pascha, 1911

Am 11. Oktober berieten Kriegsminister Enver, Innenminister Talât, Cemal und Parlamentspräsident Halil Bey in der deutschen Botschaft mit Hans von Wangenheim über den Kriegseintritt des Osmanischen Reiches. Der osmanische Vizeadmiral Souchon sollte einen Zwischenfall mit der russischen Marine schaffen, sobald aus Deutschland Gold im Wert von 2 Millionen türkischen Pfund (40 % der vereinbarten Unterstützungsleistung Deutschlands) in Konstantinopel angekommen wäre. Falls der Großwesir Said Halim einen Kriegseintritt weiterhin verhindern sollte, würde man seinen Rücktritt fordern. Die osmanische Hauptstreitmacht stand in Thrakien bereit, um mit den Bulgaren gegen Serbien und/oder Russland vorzugehen. Am 27. Oktober lief die osmanische Flotte unter Souchon aus, um auf Envers Befehl hin einen Zwischenfall zu schaffen. In den Morgenstunden des 29. beschoss sie mehrere Häfen an der russischen Küste, verminte Seefahrtswege und versenkte mehrere Schiffe.
Der russische Außenminister Sasonow, der vom gut informierten Botschafter Giers vor einem Zwischenfall im Schwarzen Meer gewarnt worden war, hatte die russische Schwarzmeerflotte nach dem Eintreffen der deutschen Goldlieferung in Kampfbereitschaft versetzen lassen. Die russischen Offiziere hatten die Anweisung erhalten, keineswegs das Feuer als Erste zu eröffnen, damit für neutrale Beobachter die osmanische Initiative eindeutig wäre.
Die osmanische Seite war vom Ausmaß des von Souchon geschaffenen Zwischenfalls selbst überrascht. Die osmanische Regierung wurde vom Großwesir gedrängt eine formale Entschuldigung zu senden, in der Enver einen Zusatz einfügte, der absurderweise die Russen beschuldigte, den Angriff provoziert zu haben. Russland wollte die Entschuldigung nur unter der unannehmbaren Bedingung akzeptieren, dass Enver das gesamte deutsche Militärpersonal von mehr als 2.000 Mann aus dem Land ausweisen würde. Am 2. November erklärte Russland dann dem Osmanischen Reich den Krieg. Die Osmanen reagierten acht Tage später mit Kriegserklärungen an Russland, Frankreich, das Vereinigte Königreich, Belgien, Serbien und Montenegro.